# Igli Allmuça
Igli Allmuça (25 de Outubro de 1980, Tiranë, Albânia) é um futebolista albanês que joga como meio campo atualmente pelo Dinamo Tiranë da Albânia .